# NGC 4968
NGC 4968 é uma galáxia lenticular (SB0) localizada na direcção da constelação de Hydra. Possui uma declinação de -23° 40' 37" e uma ascensão recta de 13 horas, 07 minutos e 06,0 segundos.
A galáxia NGC 4968 foi descoberta em 25 de Março de 1836 por John Herschel.